# Sąsiad
Sąsiad – skała we wsi Borzęta w województwie małopolskim, w powiecie myślenickim, w gminie Myślenice. Pod względem geograficznym rejon ten należy do Pogórza Wielickiego w obrębie Pogórza Zachodniobeskidzkiego.
Sąsiad jest najdalej na wschód wysunięta skałą w grupie skał wsi Borzęta położonych nad Jeziorem Dobczyckim. Znajduje się nad samym jego brzegiem. Czas dojścia od Starych Skał około 25 min błotnistą, leśną drogą. Skała ma szerokość 9 m i zbudowana jest z piaskowca istebniańskiego. Na południowej, pionowej ścianie z okapem uprawiany jest bouldering. Jest 7 dróg wspinaczkowych o trudności od 6a do 7c w skali francuskiej. Jest też jedna droga wątpliwa. Start z pozycji siedzącej lub stojącej.
1. The Passion; 7c
2. No Bullshit; 7a
3. F.O.CH; 6a
4. Stiki lki!; 7a
5. ABCiD; 6b
6. Between the Lines; 7a
7. Leśne odpadki; 6a[1].

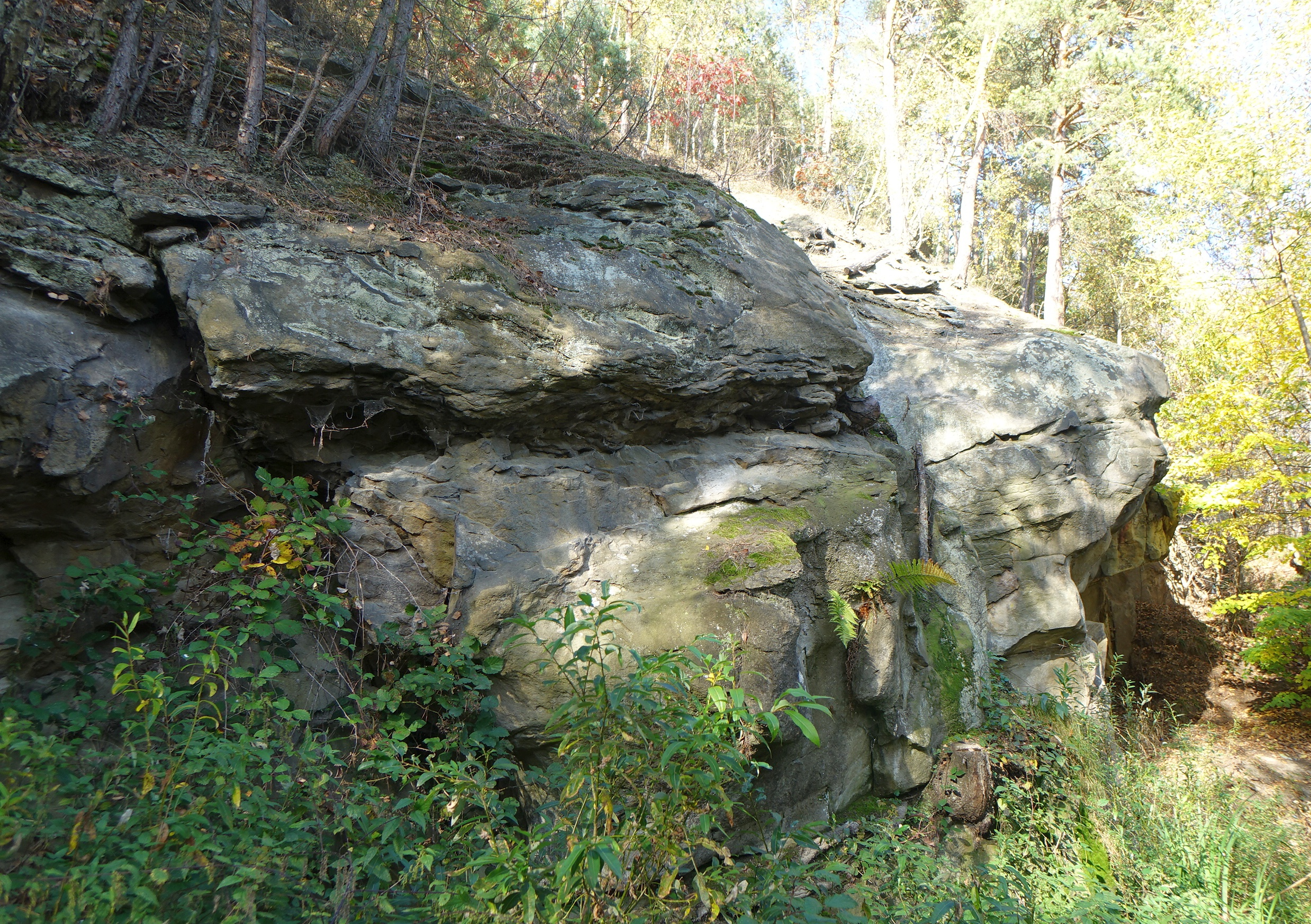
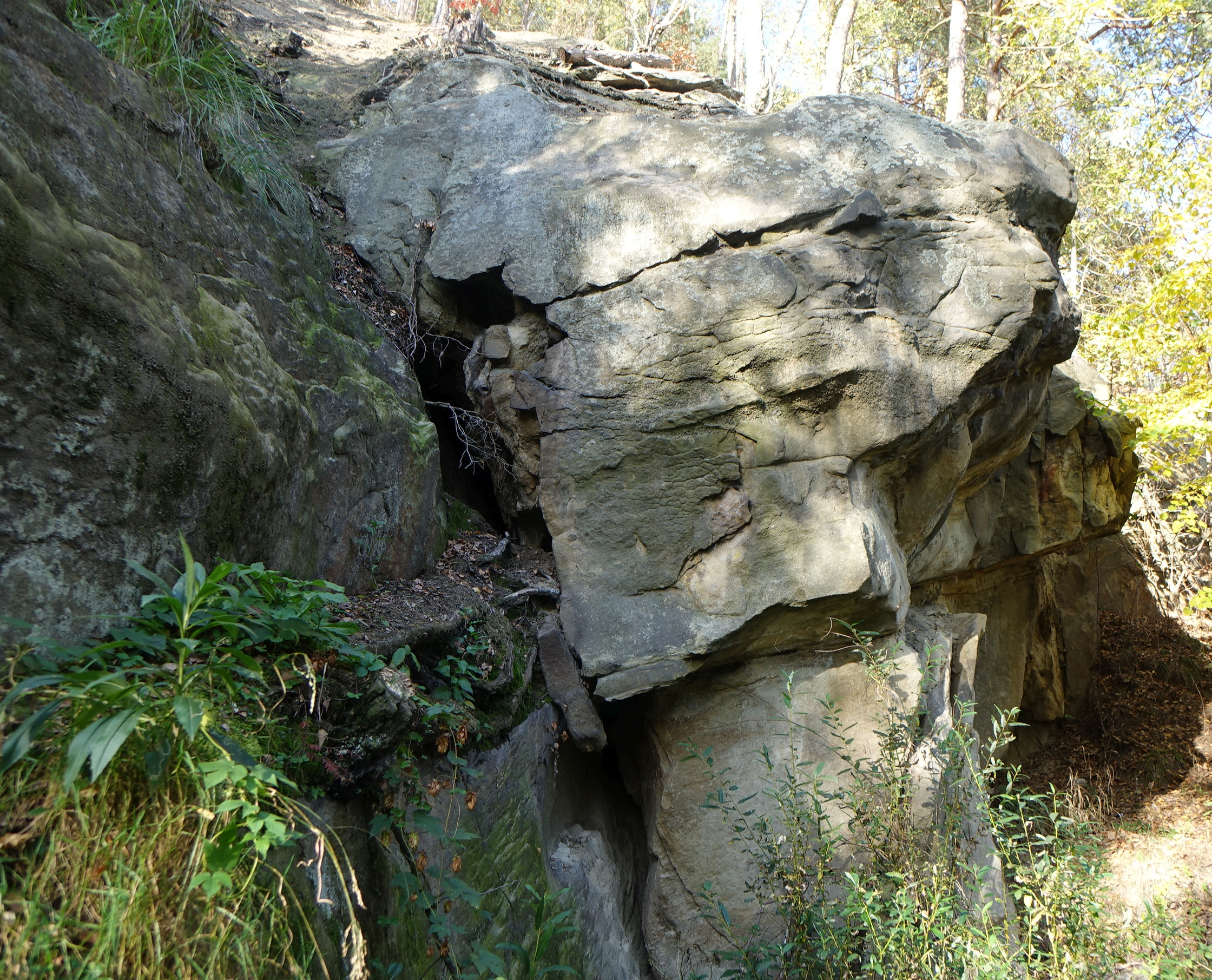
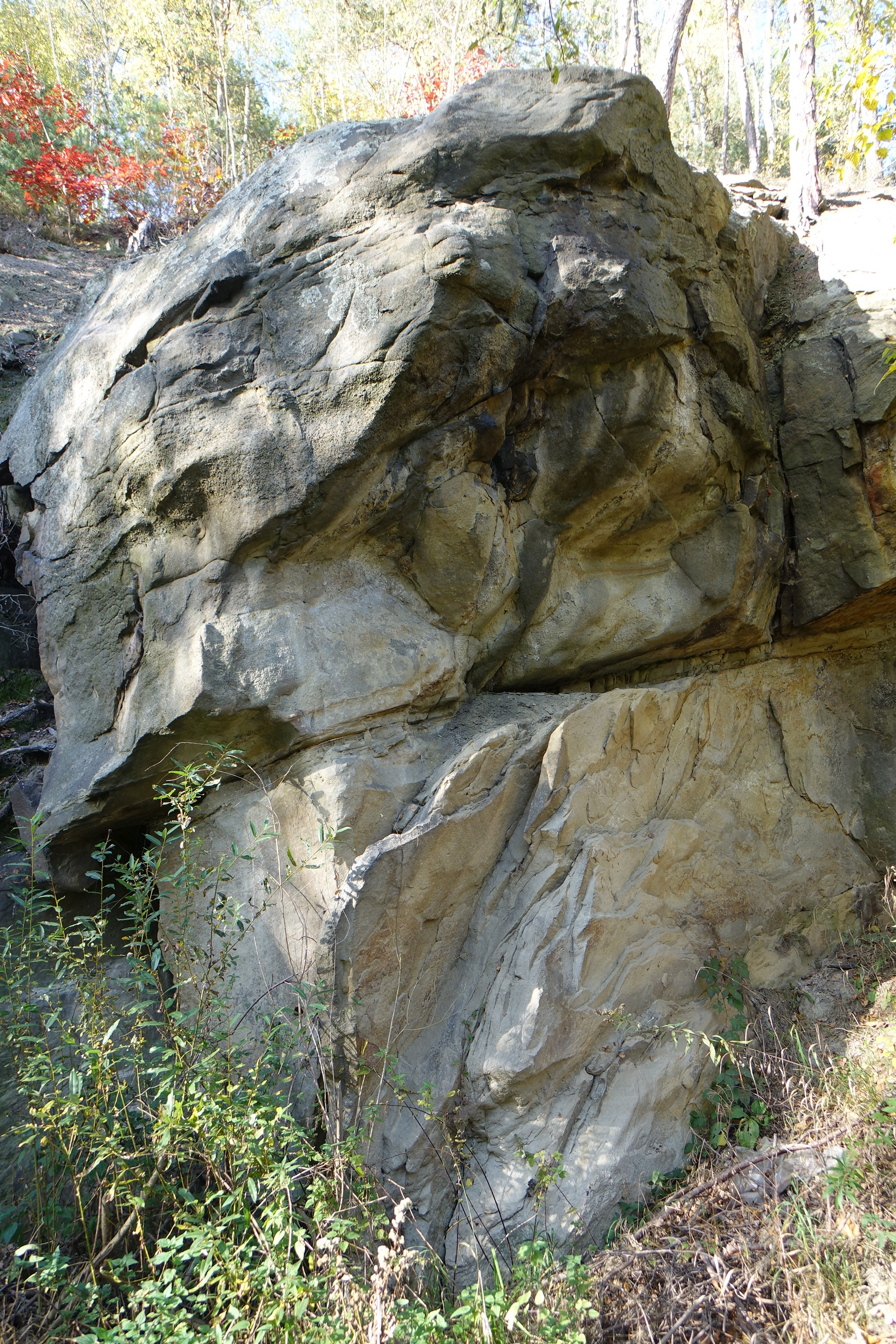
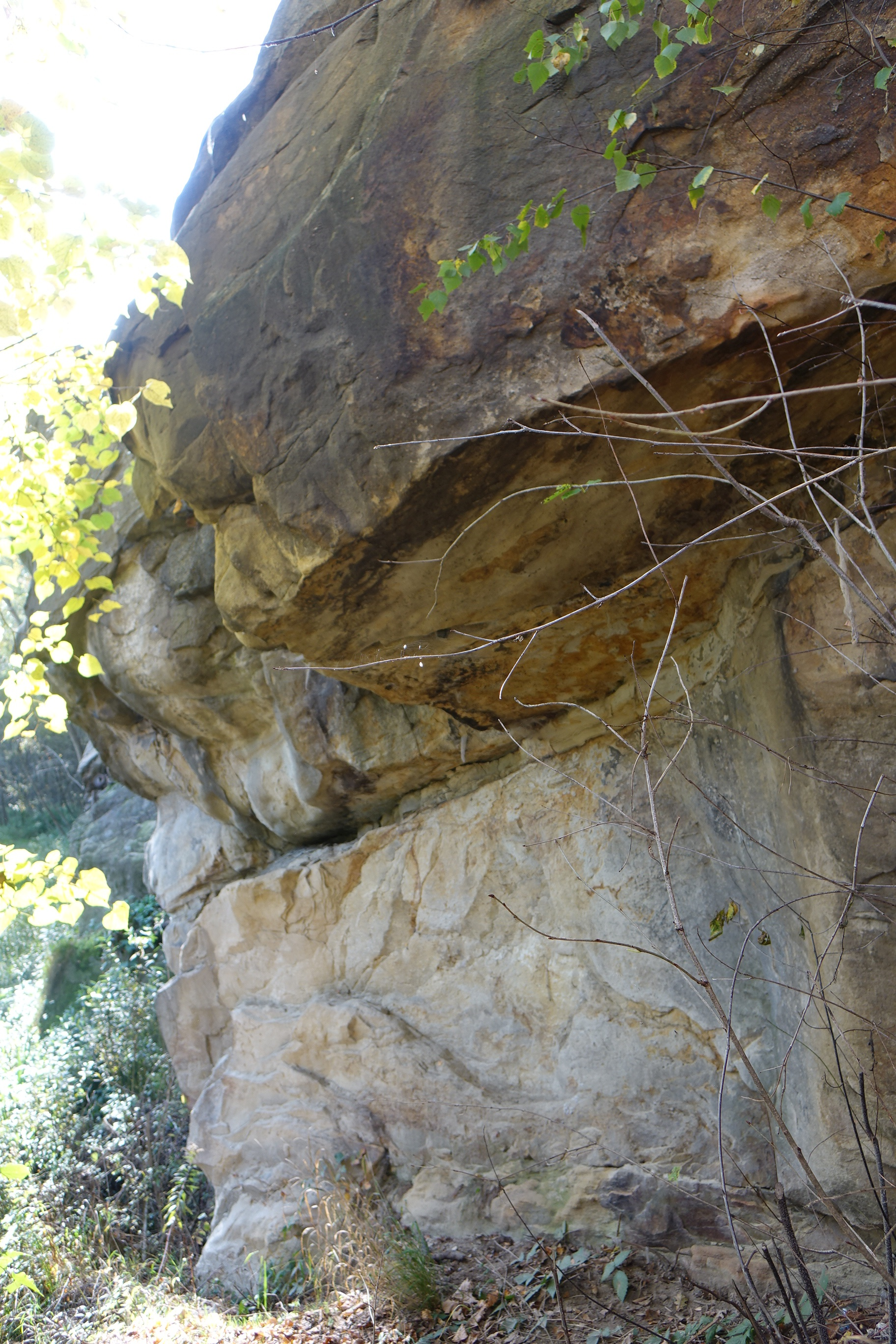
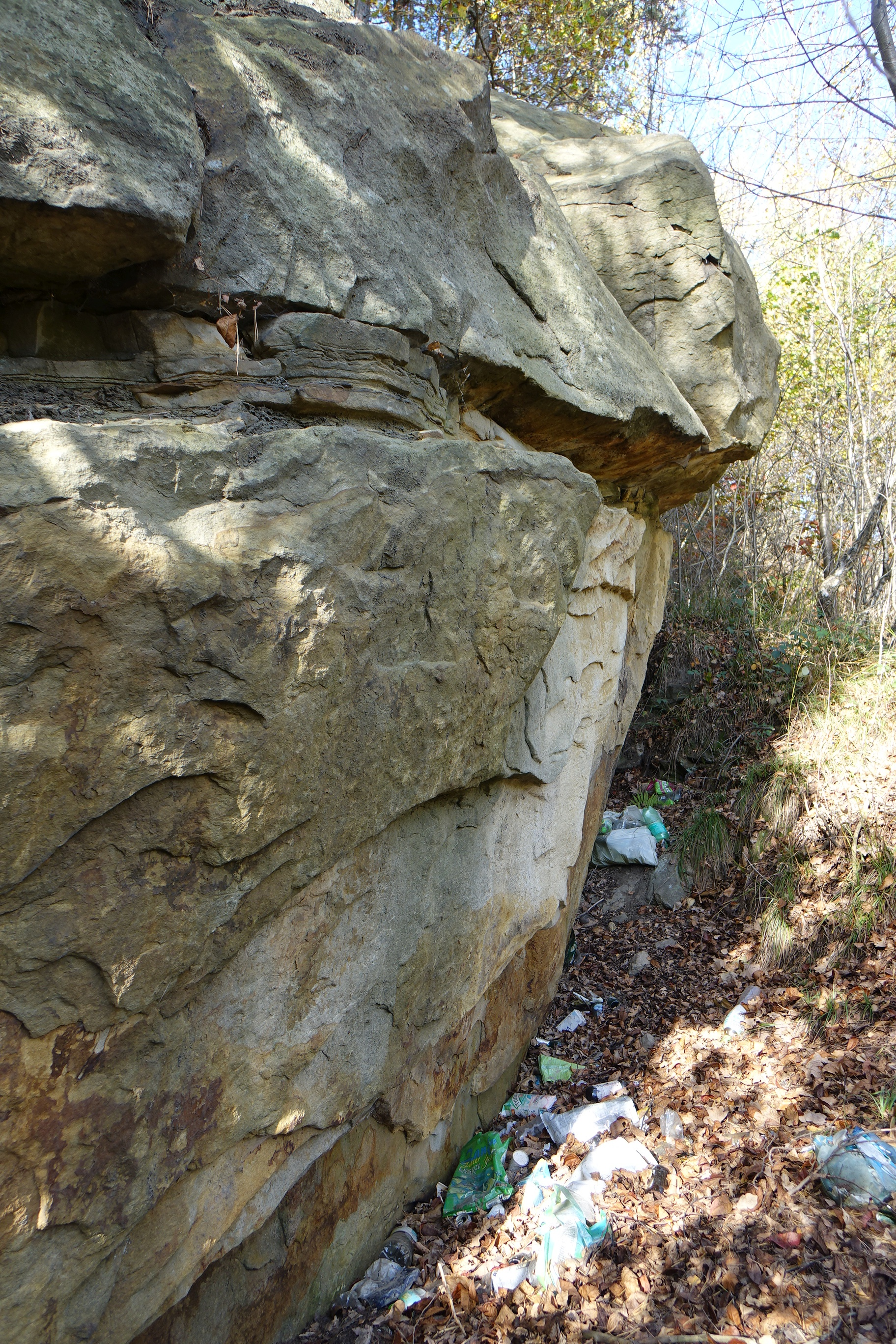
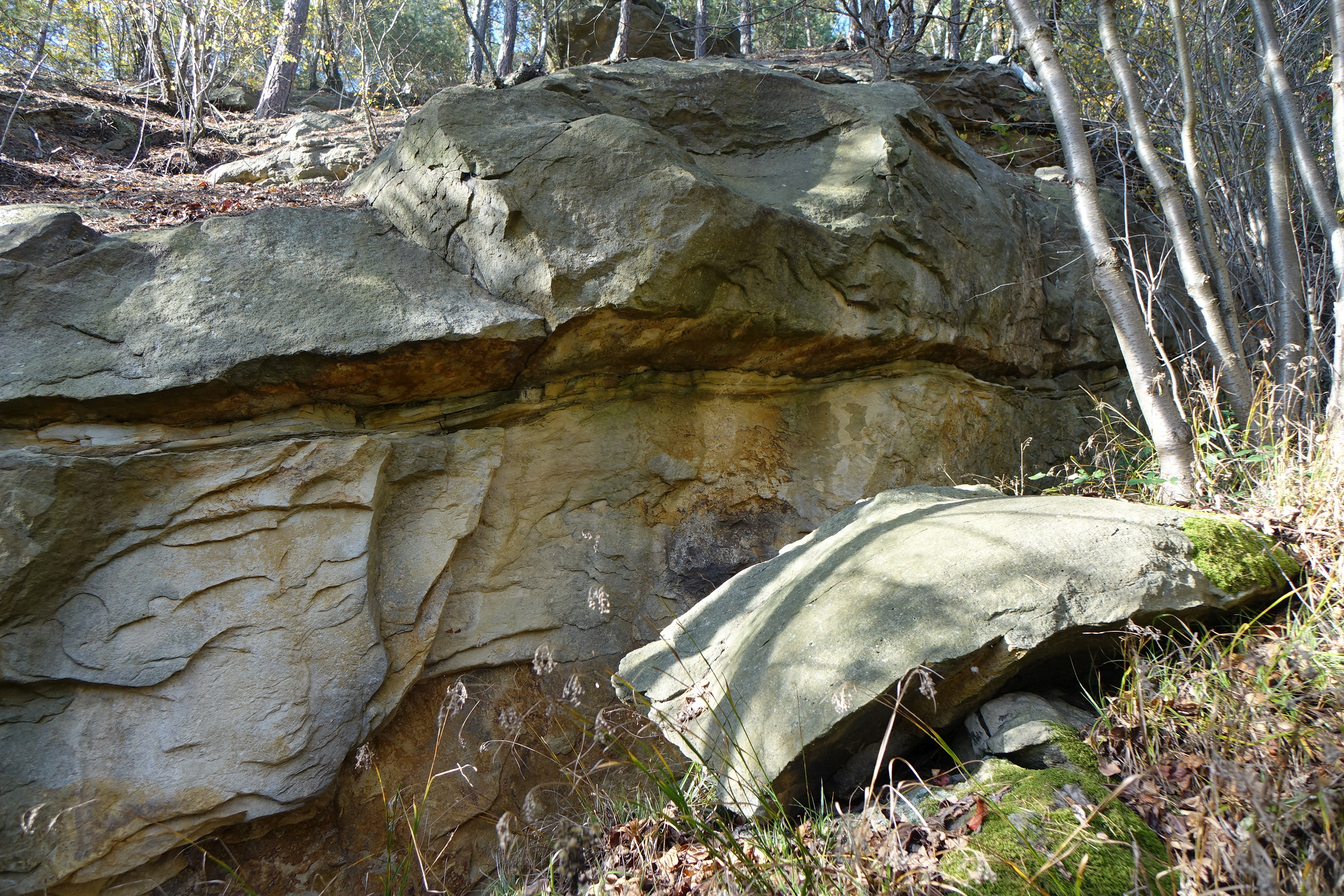
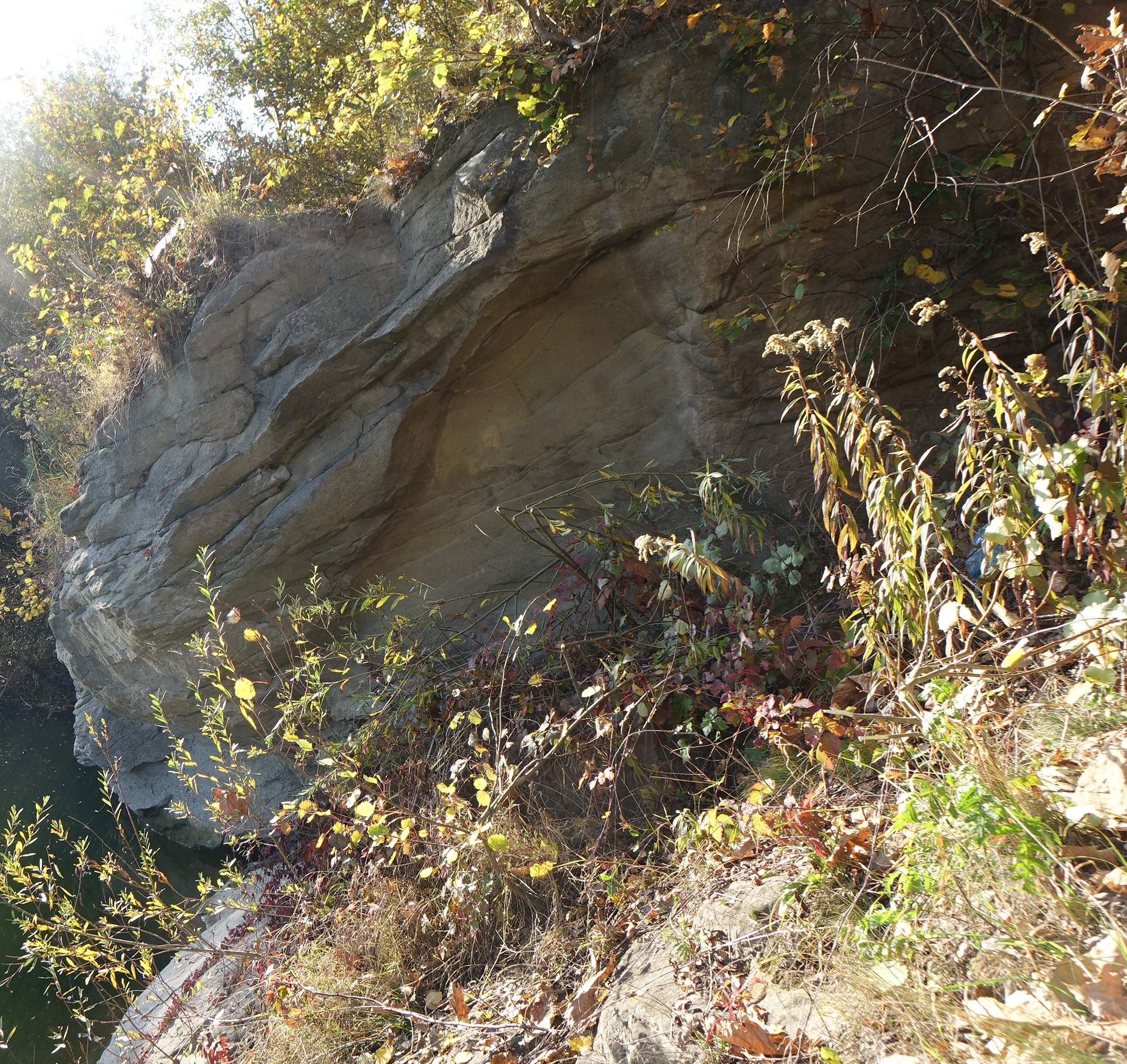

W lesie nad Jeziorem Dobczyckim między Starymi Skałami a Sąsiadem znajdują się jeszcze skały: Nowe Skały, Ruchliwa, Nosek, Sąsiadka.